# Pere Marsili
Pere Marsili fou un pare dominic, arxidiaca del Bisbat de Mallorca, cronista i ambaixador reial al servei de Jaume II d'Aragó.

## Biografia
Probablement natural de Mallorca, el 1303 era arxidiaca del Bisbat de Mallorca i frare de l'Orde dels Predicadors, dintre de la qual gaudia de gran reputació. El 1309 el rei Jaume II d'Aragó "el Just" el cridà a la seva cort per confiar-li una missió diplomàtica de primera magnitud davant del Papa Climent V: poder recaptar un delme doble sobre els béns eclesiàstics de la Corona d'Aragó; Jaume II d'Aragó volia recaptar aquest doble delme per tal de continuar finançant la Croada contra l'Emirat de Granada. La missió diplomàtica encarregada a fra Pere Marsili i Fortuny Martí no reeixí en absolut. Tot i que el Sant Pare ratificà la croada i concedí indulgències a tots aquells que hi participaven, es negà a concedir el doble delme; la negativa del Sant Pare xocà amb l'obstinació irreverent i temerària de fra Pere Marsili, que acabà sent suspès de totes les seves funcions religioses pel Mestre General de l'Orde dels Predicadors.
De retorn, fra Pere Marsili hagué de sortir de la Corona d'Aragó i s'exilià a Perpinyà, que aleshores formava part de la Corona de Mallorca. Jaume II d'Aragó intercedí per ell diverses vegades davant el Papa, fins que li fou aixecada la pena d'exili. De retron a la Corona d'Aragó, el rei Jaume II d'Aragó li confià una nova missió diplomàtica el mes de juliol del 1312, aquest cop a la cort de la Corona de Castella, amb la seva filla Constança d'Aragó i d'Anjou.

## Obres
El rei Jaume II d'Aragó li encarregà la traducció al llatí del Llibre dels Fets adequant-lo als estàndards estilístics d'una crònica de principis del segle xiv: "que els fets del seu gloriós avi (Jaume I) recollits en temps antics en un estil verídic, però vulgar, posats al dia i un cop traduïts al llatí un sol volum d'història i de crònica en la qual tota sèrie dels grans fets del rei son avi (siguin) teixits". Fra Pere Marsili finalitzà l'encàrrec reial el 2 d'abril del 1313, fent petició al rei que una còpia es destinés al convent dels frares Predicadors de Mallorca, d'on ell mateix provenia, per tal que fos llegida durant la Festa de l'Estendard: "a fi que quan se celebra el darrer dia de l'any la festa anual de la presa de la ciutat de Mallorca, per la glòria de Déu i la memòria digna de lloança perpètua del seu Príncep més afortunat, els frares que han de pregar en aquesta solemnitat, aquest dia, davant de tot el clergat i el poble, puguin recórrer a aquesta obra i puguin ser més plenament informats de la veritat dels fets". El lliurament oficial de la "Cronice Illustrissimi Regis Aragonum domini Jacobi victorissimi principis" ocorregué el 2 de juny del 1314 a l'església dels frares Predicadors de València.
A banda d'aquest traducció escrigué altres obres com:
- «Commentarium de gestis regis Aragonum Jacobi primi libri IV», que dedicà al seu net el rei Jaume II l'any de 1313, tot i que aquest comentari conté la història que va compondre el rei Jaume, traduïda al llatí, va afegir moltes coses, i tractant de les Illes Balears conquerides per aquest Rei, i que se'l pot considerar com afegidor d'aquesta història, i també com a historiador de Jaume II
- «Disertación sobre las armas de las cuatro barras de Cataluña», en el Reial Arxiu de la Corona d'Aragó.
- «Vita sancti Raimundi á Peñafort Ord. Praed», publicada aquesta obra de Marsili pel mestre Diago del mateix orde, a Barcelona el 1601, i imprès per Gabriel Graells, juntament amb la història del mateix sant i una relació de la seva canonització i de les festes fetes a Barcelona.